# Hans Georg Faust

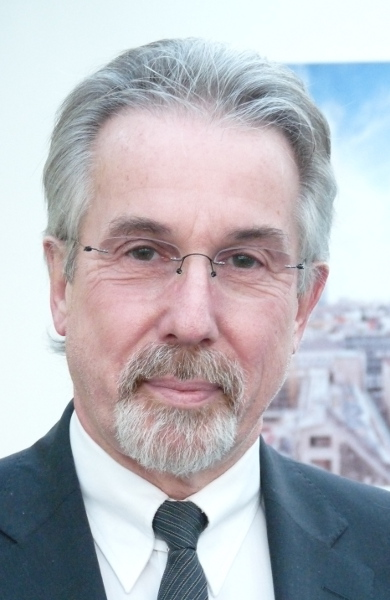
Hans Georg Faust, 2011

Hans Georg Julius Faust (* 14. März 1948 in Hofheim am Taunus) ist ein deutscher Politiker (CDU). Er war von 2005 bis 2009 stellvertretender Vorsitzender des Ausschusses für Gesundheit des Deutschen Bundestages.

## Leben und Beruf
Nach dem Abitur 1966 absolvierte Faust ein Studium der Medizin an der Johann Wolfgang Goethe-Universität in Frankfurt am Main, welches er 1973 mit dem Staatsexamen beendete. 1974 erhielt er seine Approbation als Arzt und 1976 erfolgte seine Promotion zum Dr. med. an der Universität Frankfurt mit der Arbeit Zur Frage der Therapie von Hirnaneurysmen. Faust leistete seinen Wehrdienst als Stabsarzt ab und wurde später zum Oberstabsarzt der Reserve befördert. Faust war anschließend im St. Vincenz-Krankenhaus in Limburg an der Lahn tätig und durchlief hier die Ausbildung zum Facharzt für Anästhesiologie, die er 1980 abschloss. Anschließend wechselte er als Leitender Arzt in die Abteilung für Anästhesie und Intensivmedizin in das Kreiskrankenhaus „Fritz-König-Stift“ in Bad Harzburg. Von 1984 bis 1998 war er auch Ärztlicher Direktor des Krankenhauses.
Nach dem Ausscheiden aus dem Bundestag arbeitete Faust als Berater im Gesundheitswesen. Von 2011 bis 2013 war er als politischer Koordinator beim AOK-Bundesverband GbR angestellt.
Von 2014 bis 2024 war Faust ehrenamtlicher Bürgermeister der Stadt Linz am Rhein.
Hans Georg Faust ist geschieden und hat einen Sohn.

## Partei
Faust trat 1982 in die CDU ein und war von 1991 bis 2004 Vorsitzender des CDU-Kreisverbandes Goslar. Er gehörte dem CDU-Landesvorstand in Niedersachsen sowie der Mittelstandsvereinigung der CDU (MIT) an.

## Abgeordneter
Von 1986 bis 1999 war Faust Ratsherr der Stadt Bad Harzburg und von 2001 bis 2003 Mitglied des Kreistages des Landkreises Goslar.
Von 1998 bis 2009 war er Mitglied des Deutschen Bundestages und  zwischen 2005 und 2009 stellvertretender Vorsitzender des Ausschusses für Gesundheit. Des Weiteren war Faust stellvertretendes Mitglied im Tourismusausschuss.
Hans Georg Faust ist stets über die Landesliste Niedersachsen in den Bundestag eingezogen. 2009 reichte sein Listenplatz nicht mehr für den Einzug in den Bundestag. Faust schied aus ihm aus.